# Казони Сото (Модена)
Казони Сото је насеље у Италији у округу Модена, региону Емилија-Ромања.
Према процени из 2011. у насељу је живело 91 становника. Насеље се налази на надморској висини од 19 м.